# Manzai
Manzai (漫才?) es un estilo tradicional de comedia en vivo de la cultura japonesa. El manzai es un diálogo cómico que recurre a las típicas figuras del payaso serio y el payaso tonto. Los dos comediantes realizan de pie ante el micrófono un diálogo a gran velocidad en el que hay bromas, equívocos, juegos de palabras y puyas.

Un par de intérpretes del siglo XIX.

El estilo del manzai es bastante chabacano e incluye la violencia física en forma de continuas collejas que el “listo” le da al “tonto” por sus errores.

## Historia

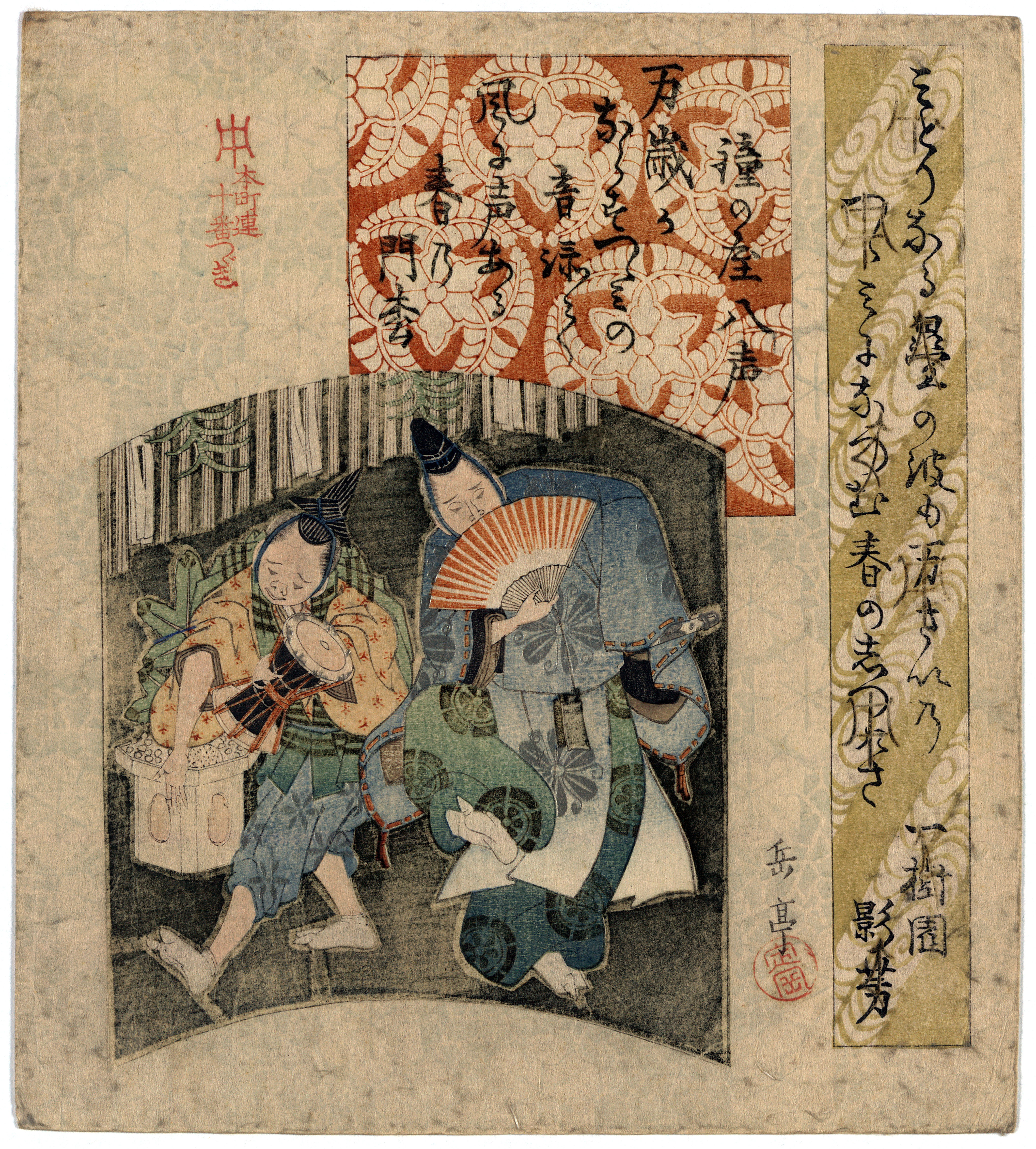
Impresión mostrando dos actores de manzai, durante las festividades del año nuevo; c. 1825

Originalmente basado en torno al festival para recibir el año nuevo, los orígenes del manzai se remontan al período Heian. Los dos actores del manzai llegaban con mensajes de los dioses y ello les permitía elaborar un número de comedia, en el cual uno de los actores se oponia en alguna medida a lo que decía el otro. Este patrón aún existe en la actualidad en los roles del boke y del tsukkomi.
Durante el período Edo, el estilo se concentró en aspectos humorísticos de la comedia de palabras, y varias regiones del Japón desarrollaron sus estilos propios de manzai, tales como Owari manzai 尾張万歳,  Mikawa manzai 三河万歳, y Yamato manzai 大和万歳. Durante el período Meiji, el Osaka manzai 大阪万才 que hicieron cobrara una popularidad que excedió la de los estilos del periodo anterior, si bien por esa época el rakugo aun era considerado una forma de entretenimiento popular.
Al finalizar el período Taishō, Yoshimoto Kōgyō, que había sido fundado al comienzo de la era, en 1912, inventó un nuevo estilo de manzai que no tenía gran parte del protocolo que tenían las versiones previas. Este nuevo estilo fue exitoso y se popularizó por todo Japón, incluido Tokio. De la mano de los nuevos desarrollos en la tecnología de las comunicaciones, rápidamente el manzai se popularizó mediante puestas en escenarios, radio, y eventualmente la televisión, y juegos de video.

## Actores destacados de manzai
- Takeshi Kitano; director de películas japonés, anfitrión televisivo, y anterior manzai intérprete en el grupo "Two Beat".